# الفرسان الأربعة في سفر الرؤيا (فلم)
الفرسان الأربعة في سفر الرؤيا (بالإنجليزية: The Four Horsemen of the Apocalypse)، هي فيلم أمريكي صامت، أنتجت عام 1921م من قبل مترو بيكشرز، وهي مقتبسة من الكتاب الفرسان الأربعة في سفر الرؤيا للإسباني فيثينتي بلاسكو إيبانييث.

## وصلات خارجية
- الفرسان الأربعة في سفر الرؤيا على موقع IMDb (الإنجليزية)
- الفرسان الأربعة في سفر الرؤيا على موقع الموسوعة البريطانية (الإنجليزية)
- الفرسان الأربعة في سفر الرؤيا على موقع روتن توميتوز (الإنجليزية)
- الفرسان الأربعة في سفر الرؤيا على موقع ألو سيني (الفرنسية)
- الفرسان الأربعة في سفر الرؤيا على موقع أول موفي (الإنجليزية)
- الفرسان الأربعة في سفر الرؤيا على موقع بوكس أوفيس موجو (الإنجليزية)
- الفرسان الأربعة في سفر الرؤيا على موقع فيلمافينيتي (الإسبانية)
- الفرسان الأربعة في سفر الرؤيا على موقع قاعدة بيانات الفيلم (الإنجليزية)
- الفرسان الأربعة في سفر الرؤيا على موقع ليتربوكسد (الإنجليزية)
- الفرسان الأربعة في سفر الرؤيا على موقع كينوبويسك (الروسية)
- الفرسان الأربعة في سفر الرؤيا متوفر للتحميل المجاني على أرشيف الإنترنت
- The Four Horsemen of the Apocalypse على موقع أول موفي.